# Feliniopsis hyperythra
Feliniopsis hyperythra är en fjärilsart som beskrevs av Anthony C. Galsworthy 1997. Feliniopsis hyperythra ingår i släktet Feliniopsis och familjen nattflyn. Inga underarter finns listade i Catalogue of Life.